# Dürnau (Landkreis Göppingen)
Dürnau ist eine Gemeinde im Landkreis Göppingen in Baden-Württemberg. Sie gehört zur Region Stuttgart (bis 1992 Region Mittlerer Neckar) und zur Randzone der europäischen Metropolregion Stuttgart.

## Geographie

### Geographische Lage
Dürnau liegt am Rande der Schwäbischen Alb, rund zehn Kilometer südlich der Kreisstadt Göppingen. Der höchste Punkt liegt im Süden an der Grenze zur Gemeinde Gruibingen zwischen dem Köpfle und dem Kornberg (548 m). Der niedrigste Punkt liegt nördlich an der Grenze zur Gemeinde Heiningen (442 m).

### Nachbargemeinden
Die Gemeinde grenzt im Norden an Göppingen und Heiningen, im Osten an Gammelshausen, im Süden an Gruibingen und im Westen an Bad Boll.

### Gemeindegliederung
Zur Gemeinde Dürnau gehören Dorf Dürnau und die Häuser Ölmühle und Wilhelmshöhe.

### Flächenaufteilung
Nach Daten des Statistischen Landesamtes, Stand 2014.

## Geschichte

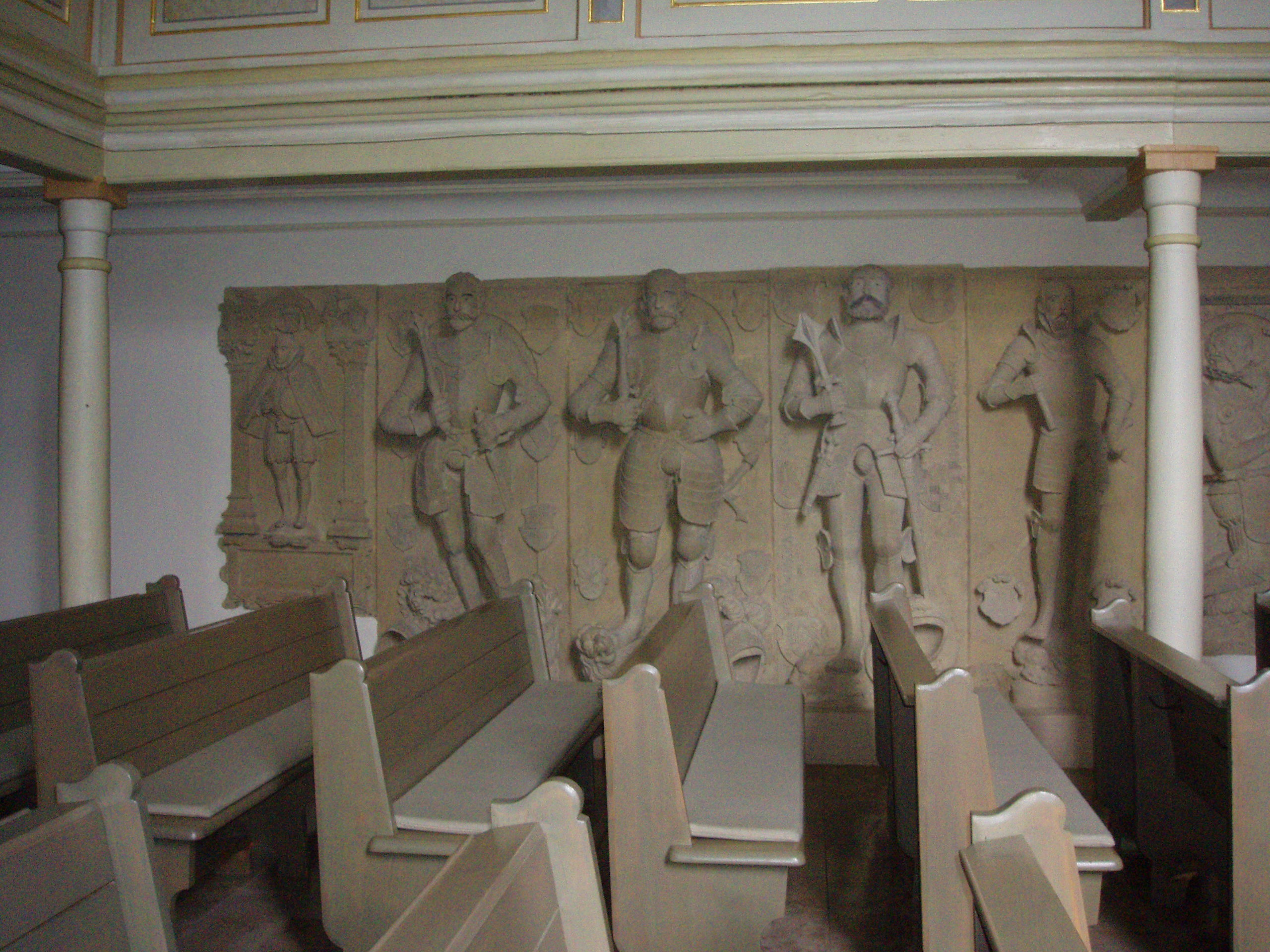
Reliefs in der Cyriakskirche

### Mittelalter
Die Entstehung Dürnaus dürfte in die jüngere Ausbauzeit des 9. bis 13. Jahrhunderts fallen. Der Ort wurde als Durnon erstmals 1275 im liber decimationis erwähnt. Die Niederadelsfamilie der Dürner von Dürnau stand vom 13. bis zum 15. Jahrhundert vermutlich als Ministeriale im Dienst der Grafen von Aichelberg. 1339 wurde Dürnau württembergisch. 1479 verkaufte Graf Ulrich den Ort an die Adligen von Zillenhardt.

### Frühe Neuzeit
Nach dem Aussterben des letzten Herrn von Zillenhardt im Jahr 1623 fiel das Dorf an die Herren von Degenfeld. 1684 wurde der Ort an Kurbayern veräußert. 1711 erwarben die Degenfeld zunächst die eine, 1771 die andere Hälfte zurück.

### 19. und 20. Jahrhundert
Aufgrund der Mediatisierung fiel Dürnau 1806 an das Königreich Württemberg und wurde ins Oberamt Göppingen eingegliedert. Bei der Kreisreform von 1938 während der NS-Zeit in Württemberg gelangte die Gemeinde zum Landkreis Göppingen. 1945 bis 1952 gehörte Dürnau zum Nachkriegsland Württemberg-Baden, das 1945 in der Amerikanischen Besatzungszone gegründet worden war, ab 1952 zum neuen Bundesland Baden-Württemberg. In den Jahren nach dem Zweiten Weltkrieg kamen zahlreiche geflüchtete Familien aus dem Böhmerwald, insbesondere aus der Gemeinde Eleonorenhain, die als Arbeiter in der Gral-Glashütte tätig wurden. Auch dadurch gibt es bis heute eine Trachtengruppe im Ort, die die Tradition der Trachten aus dem Böhmerwald pflegt. Ab 1961 kamen Gastarbeiter aus Portugal zur Gral-Glashütte nach Dürnau, von denen viele mit ihren Nachkommen auch heute noch in Dürnau leben. Daher gibt es in Dürnau einen Verein, der ein portugiesisches Kulturzentrum betreibt.

### Name
Die Herkunft des Ortsnamens ist nicht restlos geklärt. Vermutlich leitet sich der Name von einem mittelalterlichen Wachtturm ab, der auf dem Gebiet der heutigen Gemeinde stand.

### Religionen
Seit der Reformation ist Dürnau evangelisch geprägt. Erst seit 1963 gibt es wieder eine römisch-katholische Kirche im Ort (St. Michael), die zur Kirchengemeinde Bad Boll gehört. Zuvor war es den Katholiken im Ort gestattet, in der evangelischen Kirche Gottesdienste zu feiern.

### Einwohnerentwicklung

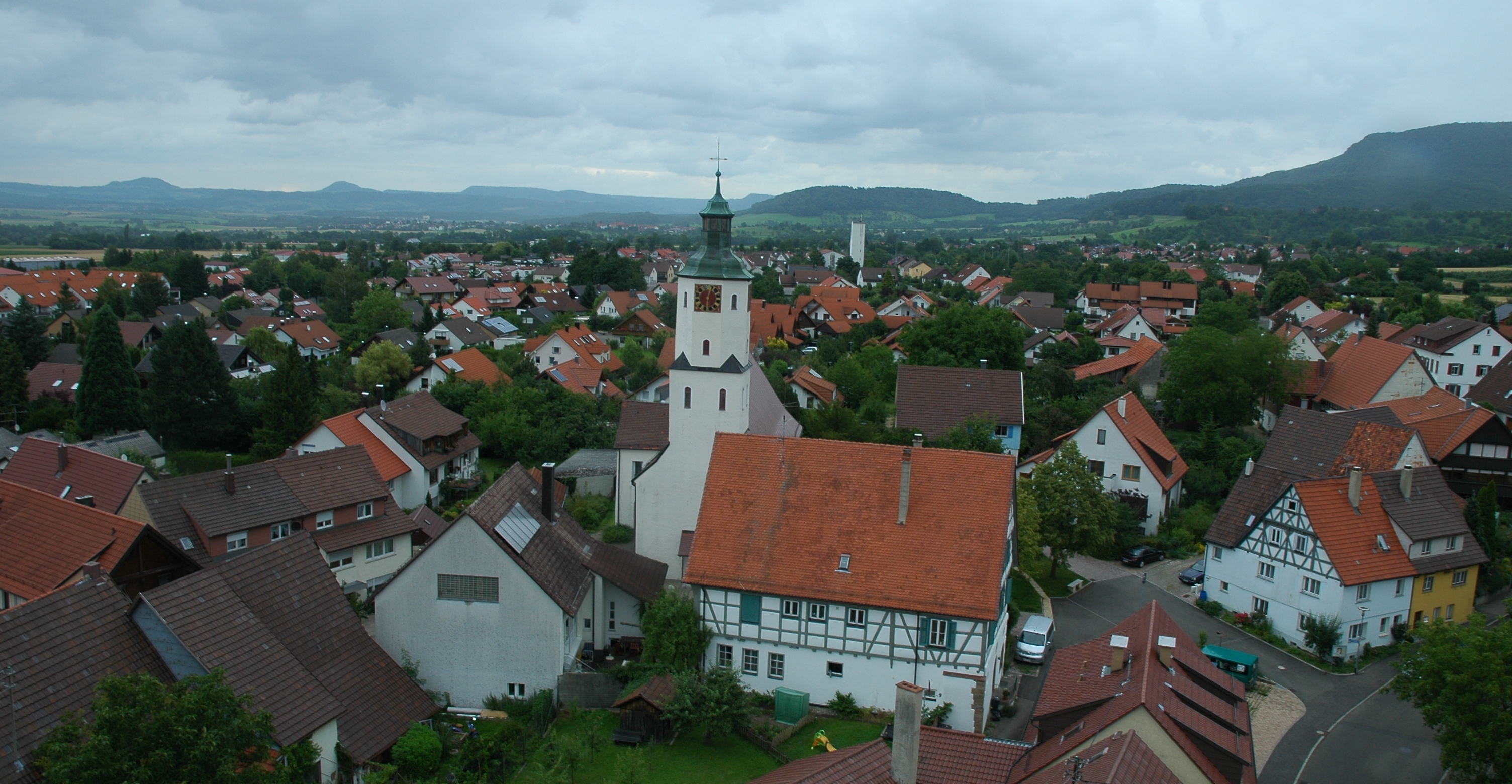
Blick über Dürnau mit Cyriakskirche. Im Hintergrund: 3 Kaiserberge und das Fuchseck

Quelle: Statistisches Landesamt Baden-Württemberg für die Daten ab 1970
| Datum              | Einwohner |
| ------------------ | --------- |
| 1837               | 0668      |
| 1907               | 0508      |
| 17. Mai 1939       | 0458      |
| 13. September 1950 | 0801      |
| 27. Mai 1970       | 1514      |
| 31. Dezember 1983  | 1520      |
| 25. Mai 1987       | 1525      |
| 31. Dezember 1991  | 1585      |
| 31. Dezember 1995  | 1875      |
| 31. Dezember 2000  | 2033      |
| 31. Dezember 2005  | 2092      |
| 31. Dezember 2010  | 2083      |
| 31. Dezember 2015  | 2066      |
| 31. Dezember 2020  | 2200      |

## Politik

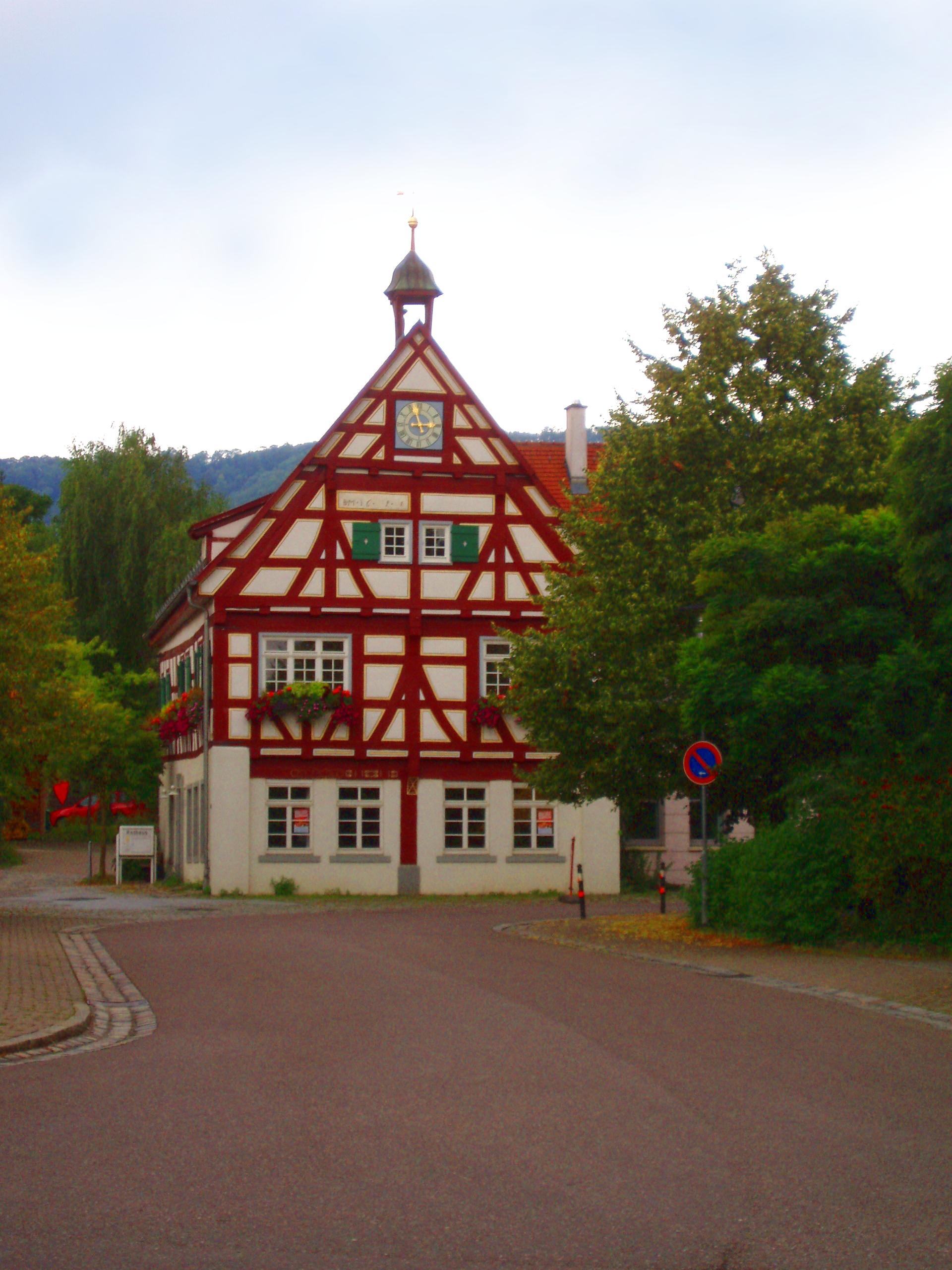
Rathaus in Dürnau

### Verwaltungsverband
Seit 1970 gehört Dürnau dem Gemeindeverwaltungsverband Raum Bad Boll an.

### Bürgermeister
Bürgermeister war von 1986 bis 2016 Friedrich Buchmaier (parteilos). Seit 2016 ist Markus Wagner (parteilos) Bürgermeister. Er wurde am 12. Juni 2016 mit 80,7 Prozent der Stimmen gewählt. Am 9. Juni 2024 wurde er mit 95,9 Prozent der Stimmen für eine zweite Amtszeit wiedergewählt.

### Gemeinderat
Der Gemeinderat in Dürnau besteht aus den zehn gewählten ehrenamtlichen Gemeinderäten und dem Bürgermeister als Vorsitzendem. Der Bürgermeister ist im Gemeinderat stimmberechtigt. Die Kommunalwahl am 9. Juni 2024 führte zu folgendem Ergebnis:
| Parteien und Wählergemeinschaften | Parteien und Wählergemeinschaften    | % 2024  | Sitze 2024 | % 2019  | Sitze 2019 | Kommunalwahl 2024 %6050403020100 47,90 %52,10 % UWFWGewinne/Verlusteim Vergleich zu 2019 %p 6 4 2 0 −2 −4 −6−4,26 %p+4,26 %pUWFW |
| UWV                               | Unabhängige Wählervereinigung Dürnau | 47,90   | 5          | 52,16   | 5          | Kommunalwahl 2024 %6050403020100 47,90 %52,10 % UWFWGewinne/Verlusteim Vergleich zu 2019 %p 6 4 2 0 −2 −4 −6−4,26 %p+4,26 %pUWFW |
| FWV                               | Freie Wählervereinigung Dürnau       | 52,10   | 5          | 47,84   | 5          | Kommunalwahl 2024 %6050403020100 47,90 %52,10 % UWFWGewinne/Verlusteim Vergleich zu 2019 %p 6 4 2 0 −2 −4 −6−4,26 %p+4,26 %pUWFW |
| gesamt                            | gesamt                               | 100,0   | 10         | 100,0   | 10         | Kommunalwahl 2024 %6050403020100 47,90 %52,10 % UWFWGewinne/Verlusteim Vergleich zu 2019 %p 6 4 2 0 −2 −4 −6−4,26 %p+4,26 %pUWFW |
| Wahlbeteiligung                   | Wahlbeteiligung                      | 72,60 % | 72,60 %    | 70,78 % | 70,78 %    | Kommunalwahl 2024 %6050403020100 47,90 %52,10 % UWFWGewinne/Verlusteim Vergleich zu 2019 %p 6 4 2 0 −2 −4 −6−4,26 %p+4,26 %pUWFW |

### Wappen
Die Blasonierung des Gemeindewappens von Dürnau lautet: In Silber ein schwarzes Hifthorn mit goldener Fessel.
Das Wappen geht aus dem ehemaligen Ortsadel der Herren von Dürnau hervor und wurde im Jahre 1923 angenommen. Die daraus abgeleiteten Flaggenfarben Schwarz-Weiß wurden am 18. Februar 1959 vom Innenministerium verliehen.

## Wirtschaft und Infrastruktur

### Bildungseinrichtungen
Dürnau verfügt über eine gemeinsame Grundschule und ein gemeinsames Kinderhaus mit Gammelshausen. Das Schulgebäude wurde in den Jahren 1953–1955 gebaut, der erste Kindergarten 1970/71. In den Jahren 1990–92 wurde das Schulhaus erweitert. Vor der Errichtung der gemeinsamen Schule befand sich die Dürnauer Schule an der Ecke Schulstraße/Hauptstraße. Im Jahre 1995 wurde neben dem bestehenden Kindergarten ein weiterer Kindergarten errichtet. Der neue Kindergarten erhielt den Namen „Regenbogen“, der bereits bestehende wurde in „Sausewind“ umbenannt. Zuletzt wurde 2013 ein zusätzliches Gebäude für eine Kinderkrippe gebaut und mit den beiden bestehenden Kindergartengebäuden verbunden. Dabei wurden die Kindergärten auch zusammengelegt. Das neue Kinderhaus erhielt den Namen „Haus der kleinen Füße“.

### Freizeit- und Sportanlagen
Dürnau ist im Besitz von zwei Sportplätzen, zwei Tennisanlagen sowie einem Basketballfeld, einem Skatepark und einem Hartplatz. Für Jugendliche stand in Dürnau bis Frühjahr 2019 ein Jugendhaus JUKA zur Verfügung, welches mangels Nachfrage geschlossen wurde. Außerdem gibt es in Dürnau mit der Kornberghalle eine Sporthalle, die über eine Bühne verfügt und somit auch für kulturelle Veranstaltungen genutzt werden kann. Die Kornberghalle wurde in den Jahren 1963–1966 errichtet. Im Untergeschoss der Kornberghalle befindet sich ein Gymnastikraum sowie ein Lehrschwimmbad, das auch für Privatpersonen geöffnet hat. Die Halle und das Schwimmbad wurden zuletzt 2001 renoviert. Mit dem Gemeindehaus der evangelischen Kirchengemeinde Dürnau-Gammelshausen steht außerdem eine Räumlichkeit für kleinere Veranstaltungen zur Verfügung.

### Wander- und Radwege
Dürnau liegt unterhalb des Albsteigs (auch Schwäbische-Alb-Nordrand-Weg oder HW1), einem der beliebtesten Fernwanderwege Deutschlands, der entlang des Albtraufs von Donauwörth bis Tuttlingen verläuft.
Ebenfalls verläuft oberhalb von Dürnau der Alb-Crossing, einem Fernradweg geeignet für Mountainbiker oder Gravel-Biker, der in sechs Etappen von Aalen bis nach Tuttlingen führt. 
Der Schwäbische-Alb-Radweg führt als Landes-Fernradweg durch Dürnau. Er führt vom Bodensee nach Donauwörth und dabei von Holzmaden kommend über Bad Boll in die Gemeinde und weiter über Gammelshausen und Eschenbach nach Süßen.

### Verkehr
Dürnau ist über eine Kreisstraße (K 1446) von Gammelshausen und Bad Boll zu erreichen. Mit der Gemeinde Heiningen ist Dürnau über einen Feldweg verbunden, der für den öffentlichen Verkehr allerdings nicht zur Durchfahrt freigegeben ist. Die Anschlussstelle Aichelberg der Autobahn A 8 liegt etwa 7 km entfernt. Dürnau war außerdem Haltepunkt der Voralbbahn, deren Betrieb 1989 eingestellt wurde. Seither ist Dürnau nur noch durch eine Buslinie u. a. mit der Kreisstadt Göppingen verbunden. Es existierte in den 1930er-Jahren eine Materialseilbahn zum ehemaligen Steinbruch am Kornberg bei Gruibingen.

### Unternehmen
Am nordöstlichen Ende der Gemeinde befindet sich ein Industriegebiet mit mehreren mittelständischen Unternehmen. Dort befand sich früher auch das Betriebsgelände der Gral-Glashütte. Der Schornstein von Gralglas wurde 1990 gesprengt. Außerdem sind verschiedene Handwerksbetriebe sowie ein Supermarkt und eine Bäckerei in Dürnau angesiedelt. Bis in die 1990er-Jahre befand sich im alten Schulhaus an der Hauptstraße ein kleines Postamt. Heute gibt es eine Postagentur in einem Schreibwarengeschäft im Schlossgebäude.

### Wasserversorgung
In Dürnau stehen als natürliche Wasserquellen nur ein kleiner Bach sowie in früherer Zeit eine schwefelhaltige Quelle zur Verfügung. Daher ist die Gemeinde über den Zweckverband Uhinger Wasserversorgungsgruppe an die Landeswasserversorgung angeschlossen, welche das Wasser aus dem ca. 40 km entfernten Donauried bezieht.

## Sehenswürdigkeiten

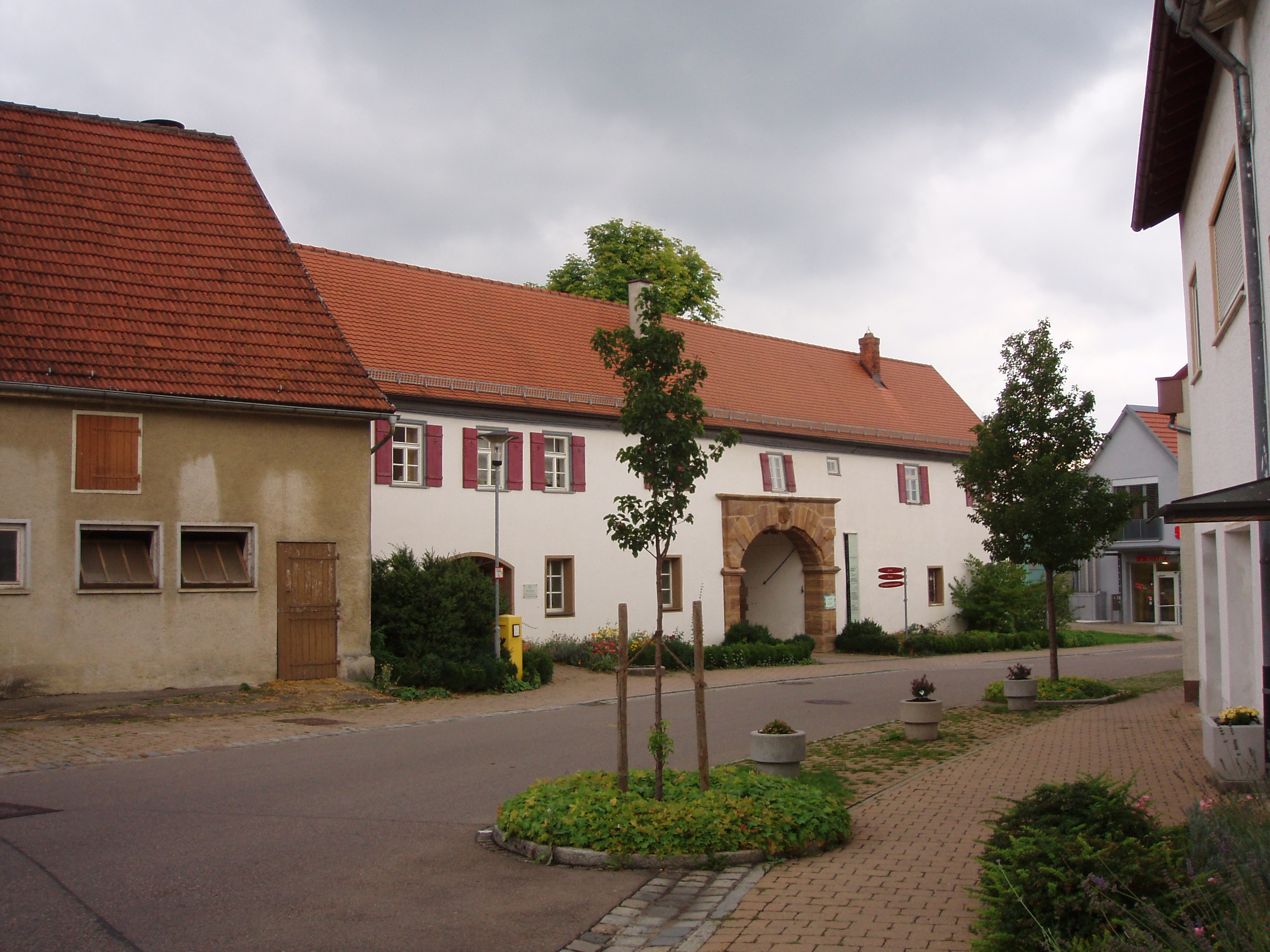
Torbogen zum einstigen Schloss, Zugang zum Gralglasmuseum

Eingang des Schlosses im Winter 2010 mit Holzfigur Hannes (aufgestellt 2009)

Ein restaurierter Marstall mit Schlossbrücke, Wassergraben und ein Schlosskeller erinnern an das einstige Wasserschloss Dürnau aus dem 12. Jahrhundert.
Die 1275 erstmals erwähnte Kirche St. Cyriakus ist in ihrem heutigen Baubestand die Pfarrkirche der evangelischen Kirchengemeinde im Kirchenbezirk Göppingen. Die Kirchenerweiterung von 1583 schuf einen spätmanieristischen Bau mit spätgotischen Wandmalereien (Zehn Gebote, Szenen aus dem Leben Jesu) auf der Empore an der Nordwand und zahlreichen Grabdenkmälern der Herren von Zillenhart. Unter anderem liegt Christoph Martin von Degenfeld hier begraben. Von 1681 bis 1964 wurde die Kirche als Simultankirche genutzt. Der Halbmond auf der Kirchturmspitze ist ein für Kirchen nicht unüblicher Turmschmuck und entgegen der Legende kein Beutestück der Türkenkriege.
Südlich der Gemeinde liegt ein Obstlehrpfad und der Schwäbische Sprüche-Weg.
Dürnau hat beim Landeswettbewerb „Unser Dorf soll schöner werden – Unser Dorf hat Zukunft“ im Wettbewerb 1999–2001 eine Silbermedaille erhalten.

### Museen
Im Torbogen des ehemaligen Schlosses befindet sich heute ein Glasmuseum, das die wechselvolle Geschichte der früher am Ort ansässigen Glashütte Gralglas bezeugt.

## Persönlichkeiten

### Söhne und Töchter der Gemeinde
- Anna Maria Christmann (1697–1761), nahm als Soldat verkleidet an zwei großen Schlachten des Venezianisch-Österreichischen Türkenkrieges teil

### Personen, die in der Gemeinde wirken oder gewirkt haben
- Christoph Martin Freiherr von Degenfeld (1599–1653), bedeutender Feldherr
- Michael Kohnle (* 1970), Deutscher Meister und Juniorenweltmeister im Zehnkampf, lebt in Dürnau